# Chilenisation de Tacna, Arica et Tarapacá

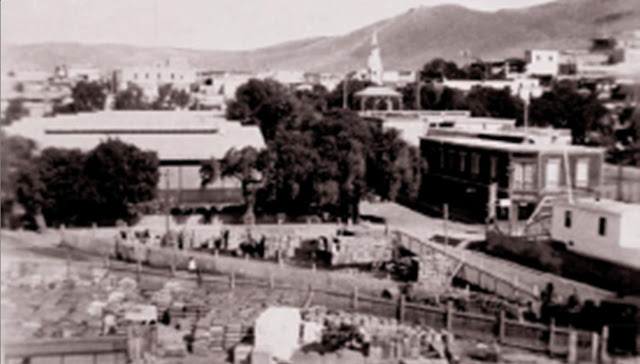
Photographie de Tacna à la fin du 19e ou au début du 20e siècle.

La chilenisation de Tacna, Arica et Tarapacá désigne le processus d'acculturation des zones anciennement péruviennes occupées et incorporées au Chili à la suite de la guerre du Pacifique de 1879-1884, avec pour but d'implanter les traditions culturelles chiliennes en remplacement de celles du Pérou.
Par le traité d'Ancón, signé en 1883, le Pérou se vit obligé de céder au Chili de manière définitive le territoire du département de Tarapacá. De plus le texte donna le droit au Chili d'exercer sa souveraineté sur les provinces de Tacna et d'Arica pour une période de dix ans, un référendum sur leur appartenance définitive devant être organisé après cette période.
L'État chilien entama alors un processus de chilenisation de la population locale. Il intervint au sein des organisations privées et publiques de la zone au travers de trois vecteurs principaux : l'école publique, le service militaire et l'Église catholique chilienne. Le Pérou pour sa part résista au processus au travers de son propre clergé, des écoles privées et de sa presse.
Au début du XXe siècle, la chilenisation se fit plus intense et coercitive, atteignant des sommets lors de la célébration du premier centenaire de l'indépendance du Chili, période durant laquelle divers groupes au sein de la population chilienne d'orientation nationaliste créèrent des ligues et des clubs patriotiques ayant pour objectifs de faire disparaître les traits péruviens de Tacna, Arica et Tarapacá.